# 앤지 고프

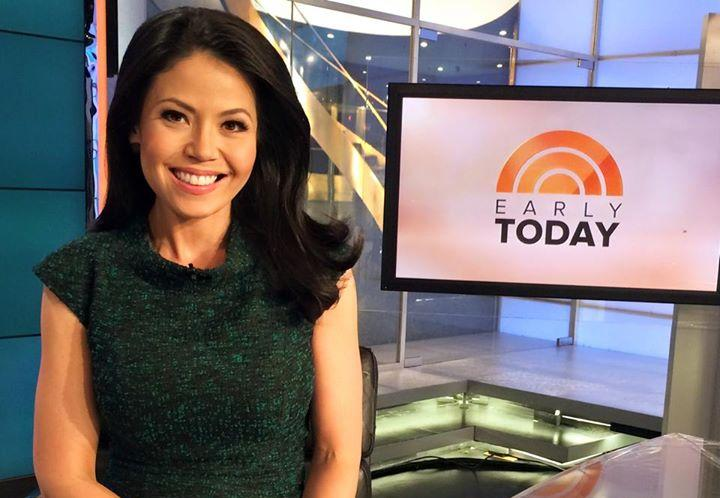

앤지 고프(Angie Goff, 1980년 3월 17일~)는 대한민국 서울특별시에서 태어난 한국계 미국인 방송 기자이다. 현재 워싱턴 D.C.의 WTTG(지역 내에서의 이름은 FOX5)에 있다. 고프는 시청자가 만드는 콘텐츠를 공개하는 오마이고프(OhMyGoff)라는 대중적인 블로그를 쓰고 있기도 하다. NBC 뉴스 얼리 투데이의 임시 앵커이기도 하다.